# Darlington (Wisconsin)
Darlington ist eine Kleinstadt (mit dem Status „City“) und Verwaltungssitz des Lafayette County im US-amerikanischen Bundesstaat Wisconsin. Im Jahr 2010 hatte Darlington 2451 Einwohner. Weil der Pecatonica River durch die Stadt fließt und die Einwohner Flussmuscheln zur Herstellung von Perlmuttknöpfen verwendeten, wurde sie als „Perle des Pecatonica“ bekannt.

## Geografie
Darlington liegt auf 42°41' nördlicher Breite und 90°7' westlicher Länge, erstreckt sich über 3,4 km² auf einer Höhe von 259 Meter über dem Meeresspiegel. Die Stadt liegt am Pecatonica River, einem Nebenfluss des in den Mississippi mündenden Rock River.
Durch Darlington führen die Wisconsin Highways 23 und 81. 
Der U.S. Highway 151 führt zwölf Kilometer im Nordwesten an der Stadt vorbei.
Der Dubuque Regional Airport in Dubuque, Iowa liegt 60 Kilometer südwestlich der Stadt.
Die Stadt war an das Streckennetz der „Mineral Point Railroad“ angebunden, die Schienen wurden jedoch zurückgebaut und die nun asphaltierte Trasse ist Teil des Cheese County Trail.
Die nächstgelegenen größeren Städte sind Dubuque (ca. 60 km südwestlich), Madison, die Hauptstadt des Bundesstaates (ca. 80 km nordöstlich), Rockford (ca. 105 km südlich) und Chicago (ca. 240 km südöstlich).
Der Yellowstone Lake State Park liegt in der Nähe von Darlington.

## Geschichte
Die erste Ansiedlung Weißer innerhalb der Stadtgrenzen war 1836 ein Blockhaus von Jamison Hamilton. 1852 wurde das erste Post Office in Darlington errichtet. Im Herbst 1856 erreichte die „Mineral Point Railroad“ die Stadt. 1857 wurde der Verwaltungssitz des County von Shullsburg nach Darlington verlegt.
Darlingtons historisches Zentrum um die Main Street ist im National Register of Historic Places gelistet.

## Bevölkerung
Nach der Volkszählung im Jahr 2010 lebten in Darlington 2451 Menschen in 994 Haushalten. Die Bevölkerungsdichte betrug 720,9 Einwohner pro Quadratkilometer. In den 994 Haushalten lebten statistisch je 2,37 Personen. 
Ethnisch betrachtet setzte sich die Bevölkerung zusammen aus 89,5 Prozent Weißen, 0,3 Prozent Afroamerikanern, 0,5 Prozent amerikanischen Ureinwohnern, 0,2 Prozent Asiaten sowie 8,5 Prozent aus anderen ethnischen Gruppen; 0,9 Prozent stammten von zwei oder mehr Ethnien ab. Unabhängig von der ethnischen Zugehörigkeit waren 12,1 Prozent der Bevölkerung spanischer oder lateinamerikanischer Abstammung. 
23,5 Prozent der Bevölkerung waren unter 18 Jahre alt, 58,1 Prozent waren zwischen 18 und 64 und 18,4 Prozent waren 65 Jahre oder älter. 49,9 Prozent der Bevölkerung war weiblich.
Das mittlere jährliche Einkommen eines Haushalts lag bei 45.772 USD. Das Pro-Kopf-Einkommen betrug 22.753 USD. 10,9 Prozent der Einwohner lebten unterhalb der Armutsgrenze.

## Personen die mit der Stadt in Verbindung gebracht werden
- Henry S. Magoon (1832–1889), Politiker, Abgeordneter für Wisconsin im US-Repräsentantenhaus
- James G. Monahan (1855–1923), Politiker, Abgeordneter für Wisconsin im US-Repräsentantenhaus
- John Morrow (1865–1935), Politiker, Abgeordneter für New Mexico im US-Repräsentantenhaus